# Edwin Mosquera (labdarúgó)
Edwin Mosquera (Quibdó, 2001. június 27. –) kolumbiai korosztályos válogatott labdarúgó, az amerikai Atlanta United játékosa.

## Pályafutása

### Klubcsapatokban
Mosquera a kolumbiai Quibdó városában született. Az ifjúsági pályafutását az Independiente Medellín akadémiájánál kezdte.
2019-ben mutatkozott be az Independiente Medellín felnőtt keretében. 2021 és 2022 között a brazil Juventude és az argentin Aldosivi csapatát erősítette kölcsönben. 2022 nyarán az észak-amerikai első osztályban szereplő Atlanta United szerződtette. Először a 2022. augusztus 6-ai, Seattle Sounders ellen 2–1-re megnyert mérkőzés 82. percében, Aiden McFadden cseréjeként lépett pályára. A 2023-as szezonban az argentin Defensa y Justiciánál szerepelt kölcsönben.

### A válogatottban
Mosquera az U18-as és az U20-as korosztályú válogatottban is képviselte Kolumbiát.

## Statisztikák
2023. február 6. szerint
| Klub                            | Szezon   | Osztály          | Bajnokság | Bajnokság | Kupa  | Kupa | Nemzetközi | Nemzetközi | Összesen | Összesen |
| Klub                            | Szezon   | Osztály          | Meccs     | Gól       | Meccs | Gól  | Meccs      | Gól        | Meccs    | Gól      |
| ------------------------------- | -------- | ---------------- | --------- | --------- | ----- | ---- | ---------- | ---------- | -------- | -------- |
| Atlanta United                  | 2022     | MLS              | 12        | 0         | 0     | 0    | —          | —          | 12       | 0        |
| Defensa y Justicia (kölcsönben) | 2023     | Liga Profesional | 1         | 0         | 0     | 0    | —          | —          | 1        | 0        |
| Összesen                        | Összesen | Összesen         | 13        | 0         | 0     | 0    | 0          | 0          | 13       | 0        |